# Championnat du monde de beach soccer 1996
Navigation
1995 1997
L'édition 1996 de la coupe du monde de beach soccer est la 2e édition de la compétition qui se déroule sur la plage de Copacabana à Rio de Janeiro. Le Brésil remporte son second titre.

## Équipes participantes
- Argentine

- Brésil

- Canada

- Danemark

- États-Unis

- Italie

- Russie

- Uruguay

## Déroulement
Les équipes sont divisées en deux groupes de 4 équipes. Les deux premiers de chacun d'entre eux sont qualifiés pour les demi-finales, le premier affrontant le second de l'autre poule.

## Phase de groupe

### Groupe A
| Équipe   | Pts | J | V | N | D | Bp | Bc | Diff |
| -------- | --- | - | - | - | - | -- | -- | ---- |
| Brésil   | 9   | 3 | 3 | 0 | 0 | 24 | 5  | 19   |
| Uruguay  | 3   | 3 | 1 | 0 | 2 | 12 | 13 | -1   |
| Danemark | 3   | 3 | 1 | 0 | 2 | 10 | 16 | -6   |
| Canada   | 3   | 3 | 1 | 0 | 2 | 12 | 24 | -12  |

|  | Uruguay | 5–6 | Canada |  |  |
|  |         |     |        |  |  |

|  | Brésil | 7–1 | Danemark |  |  |
|  |        |     |          |  |  |

|  | Uruguay | 5–3 | Danemark |  |  |
|  |         |     |          |  |  |

|  | Brésil | 13–2 | Canada |  |  |
|  |        |      |        |  |  |

|  | Danemark | 6–4 | Canada |  |  |
|  |          |     |        |  |  |

|  | Brésil | 4–2 | Uruguay |  |  |
|  |        |     |         |  |  |

### Groupe B
| Équipe     | Pts | J | V | N | D | Bp | Bc | Diff |
| ---------- | --- | - | - | - | - | -- | -- | ---- |
| États-Unis | 9   | 3 | 3 | 0 | 0 | 14 | 9  | 5    |
| Italie     | 6   | 3 | 2 | 0 | 1 | 14 | 9  | 5    |
| Russie     | 3   | 3 | 1 | 0 | 2 | 7  | 10 | -3   |
| Argentine  | 0   | 3 | 0 | 0 | 3 | 5  | 12 | -7   |

|  | États-Unis | 4–2 | Argentine |  |  |
|  |            |     |           |  |  |

|  | Italie | 5–1 | Russie |  |  |
|  |        |     |        |  |  |

|  | Russie | 3–1 | Argentine |  |  |
|  |        |     |           |  |  |

|  | États-Unis | 6–4 | Italie |  |  |
|  |            |     |        |  |  |

|  | Italie | 5–2 | Argentine |  |  |
|  |        |     |           |  |  |

|  | États-Unis | 4–3 | Russie |  |  |
|  |            |     |        |  |  |

## Phase finale

### Demi-finales
|  | Uruguay | 7–0 | États-Unis |  |  |
|  |         |     |            |  |  |

|  | Brésil | 12–4 | Italie |  |  |
|  |        |      |        |  |  |

### Match pour la3eplace
|  | Italie | 4–3 | États-Unis |  |  |
|  |        |     |            |  |  |

### Finale
|  | Brésil | 3–0 | Uruguay |  |  |
|  |        |     |         |  |  |

## Statistiques

### Classement
| Place              | Équipe     |
| ------------------ | ---------- |
| Médaille d'or      | Brésil     |
| Médaille d'argent  | Uruguay    |
| Médaille de bronze | Italie     |
| 4                  | États-Unis |
| 5                  | Russie     |
| 6                  | Danemark   |
| 7                  | Canada     |
| 8                  | Argentine  |

### Trophées individuels
- Meilleur joueur :  Edinho
- Meilleur buteur :  Alessandro Altobelli (14 buts)
- Meilleur gardien :  Paulo Sérgio

## Source
- (en) Beach Soccer World Cup 1996 sur rsssf.com